# 聖地兄弟會兒童醫院公開賽
聖地兄弟會兒童醫院公開賽（Shriners Hospitals for Children Open）是美國高爾夫球PGA巡迴賽的一項賽事，在內華達州舉行，是PGA巡迴賽每個賽季的第二項賽事。聖地兄弟會兒童醫院公開賽開始於1983年。至2014年，只有一位球員曾多次獲得該賽事冠軍。

## 外部連結
- 官方网站
- Coverage on the PGA Tour's official site （页面存档备份，存于）

36°11′17″N 115°17′53″W / 36.188°N 115.298°W